# Борисоглеб (Судогодский район)
Борисогле́б (Борисово-Глебоское) — село в Судогодском районе Владимирской области России, входит в состав Вяткинского сельского поселения.

## География
Село находится в 24 километрах на юг от Владимира и в 42 километрах на северо-восток от районного центра Судогды.

## История
Первоначальные поселения в Баглачевской волости относятся к самому началу XVI века. Так, в жалованной грамоте великого князя Иоанна III Васильевича 1504 года в числе митрополичьих сёл и деревень, которым дана несудимая грамота, упоминается «волостка Баглача». Название Баглачи волосткой указывает на то, что в этой местности не было ещё тогда значительных поселений. Как видно из патриарших окладных книг 1628 года в Баглачевской волости уже существовала церковь страстотерпцев Христовых Бориса и Глеба. В 1643 году вместо этой церкви построена была новая по благословению святейшего патриарха Иосифа и освящена в честь Казанской иконы Божьей Матери с приделом в честь святых Бориса и Глеба. В второй половине XVII века здесь существовала и тёплая церковь во имя святителя Николая Чудотворца. В 1715 году тёплая Николаевская церковь сгорела, в 1717 году на том же месте на средства прихожан была построена новая церковь во имя того же святого. Эти две деревянные церкви существовали до 1776 года, но пришли в ветхость, и поэтому священнослужители и прихожане просили епископа Владимирского и Муромского Иеронима разрешить им построить новую каменную церковь во имя Казанской иконы Божией Матери с приделами во имя Николая Чудотворца и святых Бориса и Глеба. Разрешение было дано, и в 1786 году освящена была трапезная церковь, а в 1790 году — настоящая. Деревянная церковь во имя святого Николая Чудотворца в 1780 году подарена была в село Суворотское, а церковь Казанская с колокольней употреблена на обжиг кирпича для строившейся церкви. В это время в Баглачевском приходе числилось уже 390 дворов. В 1858 году к церкви была пристроена каменная колокольня.
В 1889 году в деревне Буланово было открыто училище на средства купцов Тарасова и «…при училище была домовая церковь с престолом в честь Владимирской иконы Божией Матери». Эта церковь была приписана к Борисоглебскому приходу.
В конце XIX — начале XX века Борисоглебский погост входил в состав Подольской волости Владимирского уезда. В 1859 году в погосте числилось 9 дворов, в 1926 году — 11 хозяйств и начальная школа.
После революции 1917 года из храма в 1922 году изъяли ценности. В 1920-е годы в храм приезжал служить иеромонах Афанасий (Сахаров), будущий святитель. В 1927 году был репрессирован приходской священник А. И. Софийский. Затем в 1930 году был первый раз арестован священник Александр (Орлов), а затем повторно — в 1938 году. Богослужения в храме продолжались до 1939 года. Но храм был уже без колоколов, которые были сброшены в 1930-е годы. Храм окончательно закрыли в 1940—1941 годах.
В 1965 году деревня Борисоглеб Улыбышевского сельсовета была исключена из учётных данных как фактически не существующая.
В 1980—1990-х годах в этом исчезавшем с карт селе стояла полуразрушенная церковь, не находившаяся на учёте органов охраны памятников. Ситуация изменилась, когда, кроме строительства дач в этом месте, нашлись средства и подвижники возродили церковь. Первое богослужение в храме состоялось на Пасху 1996 года.
Храм частично реставрировали и ныне действует. Сегодня в селе находится нечто вроде монашеского скита и два-три жилых дома. Рядом с церковью действующее кладбище.

## Население
| 1859 | 1926 | 2010 | 2021 |
| ---- | ---- | ---- | ---- |
| 28   | ↗37  | ↘2   | ↗6   |